# Lamentari
Lamentari er et dansk symfonisk black metal-band dannet i 2019. Bandet består af Emil Holst Partsch (guitar), Max Uldahl (keyboard og orkestrering), Daniel Lønberg (vokal), Michael Møller (rytmeguitar), Frederik Øgaard Jensen (bas) og Christopher Peetz-Schou Vissing (trommer). Tidligere medlemmer inkluderer Thomas Mascagni (trommer), Jamie de la Sencerie (bas) og Ingolf Sebastian Schjødt (rytmeguitar).
Bandet har udgivet flere værker, herunder EP'erne Missa Pro Defunctis (2020), Nihilitatis (2021), Clavis Aurea (2022), samt albummet Ex Umbra In Lucem (2024). Ex Umbra In Lucem blev nomineret til "Årets Album" ved både Den Hårde Tone 2024 og Danish Alternative Music Awards 2025.
Lamentari spiller en blanding af symfonisk black metal og orkestral musik, hvor klassiske kompositionselementer kombineres med ekstremmetal. Bandets lyd omfatter neo-klassiske arrangementer, korstemmer, hurtige guitar-riffs og soli ofte akkompagneret af blast beats og kraftfuld vokal.
Tekstuniverset kredser om filosofiske og okkulte emner.
I 2022 opnåede Lamentari en tredjeplads ved Wacken Metal Battle, hvor de var den højest placerede europæiske deltager. Året efter blev de tildelt prisen for "Årets Håb – Live" ved Den Hårde Tone.
I 2024 modtog bandet et arbejdslegat på 200.000 kroner fra Statens Kunstfond.
Lamentari har optrådt på flere store scener i Europa, herunder Wacken Open Air i 2022, Copenhell i 2023 og Inferno Metal Festival i 2025. De har turneret med bands som Tsjuder, Monsorrow, Seth og Galge (band).
Deres liveoptrædener er kendt for at kombinere musikalsk intensitet med teatralsk scenografi. Bandet er blevet fremhævet i medier som Politiken, 24syv og Sort Søndag.

## Diskografi
- Missa Pro Defunctis (EP, 2020)
- Nihilitatis (EP, 2021)
- Clavis Aurea (Album, 2023)
- Ex Umbra In Lucem (Album, 2024)

## Medlemmer

### Nuværende medlemmer
- Emil Holst Partsch – Guitar (2019–nu)
- Max Uldahl – Keyboard og orkestrering (2019–nu)
- Daniel Lønberg – Vokal (2019–nu)
- Michael Møller – Rytmeguitar (2020–nu)
- Frederik Øgaard Jensen – Bas (2025–nu)
- Christopher Peetz-Schou Vissing – Trommer (2025–nu)

### Tidligere medlemmer
- Thomas Mascagni – Trommer (2020–2024)
- Jamie de la Sencerie – Bas (2020–2024)
- Ingolf Sebastian Schjødt – Rytmeguitar (2020–2021)
- Thomas Fischer – Bas (2020–2021)
- Francisco "Furan" Fuentes – Vokal (2019–2020)

## Priser og nomineringer
- Vinder af "Årets Håb Live" ved Den Hårde Tone 2023.[8]
- Vinder af 3. plads ved den internationale Wacken Metal Battle i 2022.[7]
- Nomineret til "Årets Album" ved Den Hårde Tone 2024 for Ex Umbra In Lucem.[5]
- Nomineret til "Årets Album" ved Danish Alternative Music Awards 2025 for Ex Umbra In Lucem.[6]

## Etymologi
Ordet "lamentari" stammer fra det latinske ord "lament", som betyder "et lidenskabeligt udtryk for sorg eller smerte". I musikkens verden refererer "lament" til et musikalsk værk eller en sektion, der udtrykker dyb sorg eller klage, ofte med langsomme tempi og en melankolsk stemning. Lamenter har været en væsentlig del af både klassisk og opera-musik, hvor de bruges til at udtrykke karakterernes følelsesmæssige lidelse, som f.eks. i operaer som "Dido og Aeneas" af Henry Purcell, hvor Dido udtrykker sin sorg over Aeneas' afrejse i en intens og smertelig monolog. 